# Вебель, Фердинанд Маврикиевич
Фердинанд Маврикиевич Вебель (12 [24] ноября 1855, Санкт-Петербургская губерния — 1919, Одесса) — генерал от инфантерии Русской императорской армии (1915), командир 34-го армейского корпуса (19.04.1915-14.02.1916). Участник Русско-турецкой войны 1877—1878 гг., Русско-японской войны 1904—1905 гг., Первой мировой войны.
Весной 1919 года расстрелян большевиками в Одессе.

## Биография
Из дворян Санкт-Петербургской губернии. Лютеранин.

### Образование
- Оренбургская Неплюевская военная гимназия (1873),
- 3-е военное Александровское училище (1875),
- Николаевское инженерное училище (1876),
- Николаевская академия Генерального штаба (1884).

### Прохождение службы
- 6-й понтонный батальон (1876—1884), командир роты (1.08.1879 — 15.04.1881), обучение в Николаевской академии Генерального штаба (1881—1884),
- штаб Приамурского военного округа (1.02.1885 — 11.06.1892),
- дежурный штаб-офицер при управлении начальника Киевской местной бригады (11.06.1892 — 5.08.1896),
- начальник штаба 9-й кавалерийской дивизии (5.08.1896 — 16.12.1899),
- командир 103-го пехотного Петрозаводского полка (16.12.1899 — 23.02.1904),
- начальник штаба 4-го Сибирского армейского корпуса (23.02.1904 — 11.06.1906),
- и. д. генерал-квартирмейстера 1-й Маньчжурской армии (8 — 20.03.1905),
- обер-квартирмейстер Главного управления Генерального штаба (11.06.1906 — 28.11.1907),
- начальник штаба Московского военного округа (28.11.1907 — 20.12.1909),
- начальник 13-й пехотной дивизии (20.12.1909 — после 1.06.1914),
- командир 30-го армейского корпуса (12.1914 — 03.1915)
- командир 34-го армейского корпуса (19.04.1915 — 14.02.1916).

### Семья
Женат, 4 детей.